# Шитца
Шитца, Шица — река в России, протекает по Чердынскому району Пермского края. Устье реки находится в 29 км от устья Пильвы по правому берегу. Длина реки составляет 10 км.
Исток реки в лесу в 20 км к северо-западу от села Бондюг. Река течёт на юг по лесному массиву, впадает в Пильву у деревни Усть-Камб.

## Данные водного реестра
По данным государственного водного реестра России относится к Камскому бассейновому округу, водохозяйственный участок реки — Кама от истока до водомерного поста у села Бондюг, речной подбассейн реки — бассейны притоков Камы до впадения Белой. Речной бассейн реки — Кама.
Код объекта в государственном водном реестре — 10010100112111100003758.